# Могутов, Василий Иванович
Василий Иванович Могутов (1718 или 1719 — начало 1778) — полковник и назначенный атаман Оренбургского казачьего войска в 1748—1777 годах.

## Биография
Родился в 1718 или 1719 году. Его отец был сотником самарских городовых дворян. В 15 лет Василий Могутов поступил на службу в Самарскую конную дворянскую роту. Служил на Уйской пограничной линии. При образовании Оренбургского нерегулярного войска был назначен его атаманом. Участвовал в подавлении башкирского восстания, попытке остановить калмыков и в войне с Пугачёвым. После 30 лет службы на посту атамана в конце 1777 года вышел в отставку с присвоением чина бригадира и уехал жить в своё поместье, где скончался несколько месяцев спустя.
В честь атамана названы село Могутово в Оренбургской области и посёлок Могутовский в Челябинской области.